# Kash Rūdkhāneh (ort i Iran)
Kash Rūdkhāneh (persiska: كش رودخانه, روپُشتِه, كَش رودخانِه قَد, كَشِ رودخانِه, كَش رُّدخَنِه, كَشِ رودخانِۀ قَدّ, Kesh Rūdkhāneh-ye Qadd, Rūdkhāneh, رودخانه, كش رودخانه قدّ) är en ort i Iran.   Den ligger i provinsen Hormozgan, i den sydöstra delen av landet, 1 000 km sydost om huvudstaden Teheran. Kash Rūdkhāneh ligger 1 062 meter över havet och antalet invånare är 281.
Terrängen runt Kash Rūdkhāneh är platt österut, men västerut är den kuperad.Runt Kash Rūdkhāneh är det glesbefolkat, med 8 invånare per kvadratkilometer. Kash Rūdkhāneh är det största samhället i trakten. Trakten runt Kash Rūdkhāneh är ofruktbar med lite eller ingen växtlighet.